# 細川涼一
細川 涼一（ほそかわ りょういち、1955年1月5日- ）は、日本の歴史学者、京都橘大学教授。専攻は日本中世史。

## 来歴
東京都生まれ。1977年中央大学文学部日本史学科卒、1984年同大学院文学研究科博士後期課程単位取得退学。京都橘女子大学文学部専任講師、助教授、教授、京都橘大学文学部長を経て2013年から2019年3月まで学長（第11代）。

## 著書

### 単著
- 『中世の律宗寺院と民衆』吉川弘文館、1987年
- 『女の中世－小野小町・巴・その他』（日本エディタースクール出版部、1989年）
- 『逸脱の日本中世―狂気・倒錯・魔の世界』（JICC出版局、1993年、洋泉社　1996年／ちくま学芸文庫、2000年）
- 『中世の身分制と非人』（日本エディタースクール出版部、1994年、オンデマンド版2004年）
- 『中世寺院の風景－中世民衆の生活と心性』（新曜社、1997年／法蔵館文庫、2024年8月）
- 『死と境界の中世史』（洋泉社、1997年／改題『漂泊の日本中世』 ちくま学芸文庫、2002年）
- 『平家物語の女たち－大力・尼・白拍子』（講談社現代新書、1998年／吉川弘文館〈読みなおす日本史〉、2017年）
- 『楳図かずおと怪奇マンガ』白地社 叢書 L’ESPRIT NOUVEAU、2012年
- 『日本中世の社会と寺社』思文閣出版、2013年

### 訳注
- 『感身学正記　西大寺叡尊の自伝』（平凡社東洋文庫 全2巻、1999年-2020年）、オンデマンド版も刊
- 性海『関東往還記』（平凡社東洋文庫、2011年）

### 共著・編著
- 『三昧聖の研究』（硯文社、2001年）
- 『日本の中世4　女人、老人、子ども』（中央公論新社、2002年）、田端泰子との共著
- 『生・成長・老い・死』（竹林舎 生活と文化の歴史学 2016年）、編者代表

## 参考
- 京都橘大学
- 細川涼一 - J-GLOBAL